# Aldair Nascimento dos Santos
Aldair Nascimento dos Santos, conegut com a Aldair, (30 de novembre de 1965) és un exfutbolista brasiler.

## Selecció del Brasil
Va formar part de l'equip brasiler a la Copa del Món de 1990.